# زايد خميس
زايد خميس الشيدي (مواليد 16 نوفمبر 2004، لاعب كرة قدم إماراتي يجيد اللعب كلاعب وسط مع نادي الجزيرة في دوري الخليج العربي الإماراتي.